# Jonathan Gilbert
Jonathan J. Gilbert, född 10 juli 1967 i Los Angeles, Kalifornien, är en amerikansk barnskådespelare, numera verksam som börsmäklare. Gilbert spelade rollen som Willie Oleson i TV-serien Lilla huset på prärien. Hans adoptivsyster Melissa Gilbert spelade Laura Ingalls i serien. Han är adoptivson till skådespelaren och komikern Paul Gilbert (1918–1976).

## Filmografi
- 1974–1983 – Lilla huset på prärien (TV-serie)
- 1979 – The Little House Years (TV-film)
- 1979 – The Miracle Worker (TV-film)
- 1983 – Little House: Look Back to Yesterday
- 1984 – Little House: The Last Farewell